# Hispano-Suiza 12

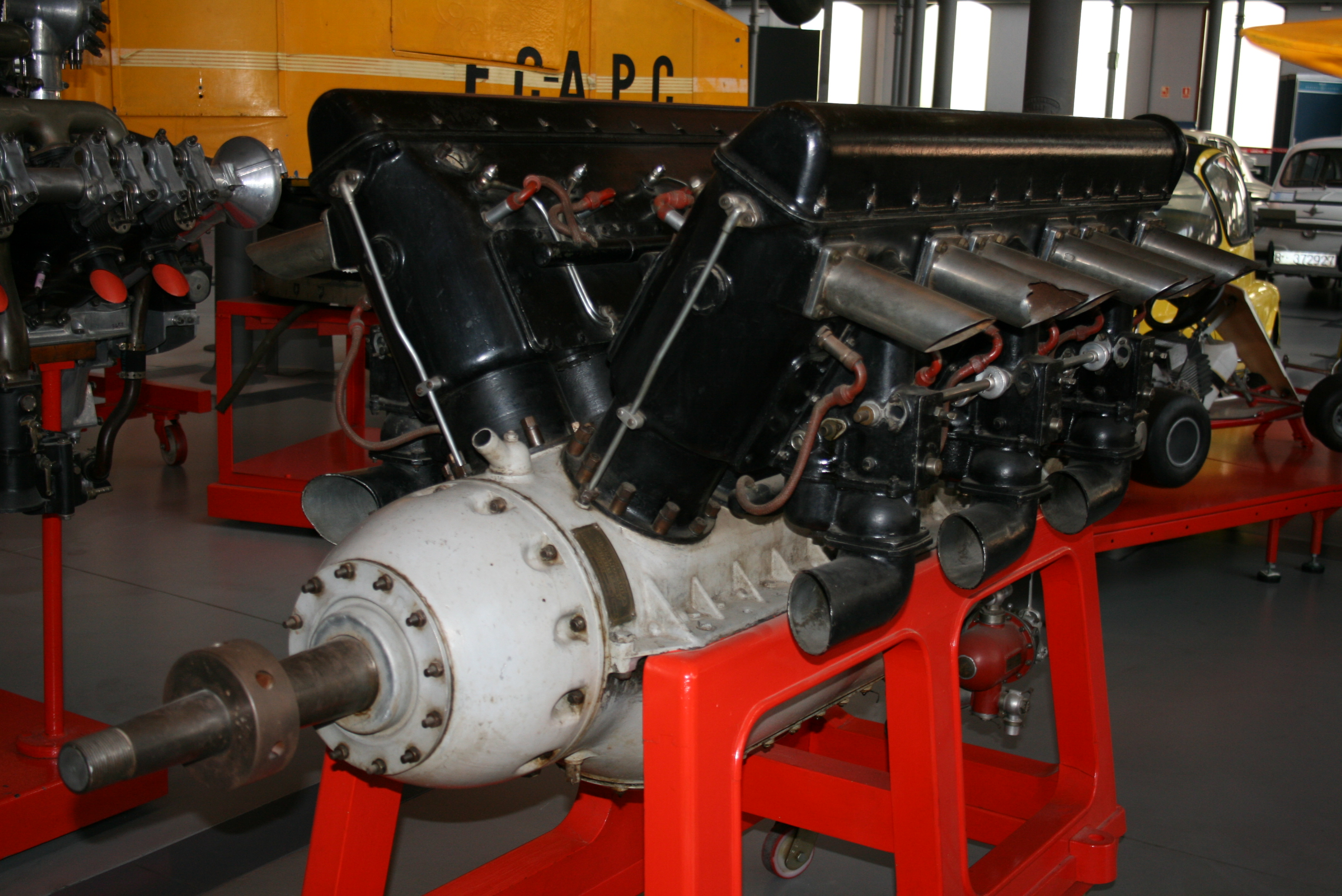
Hispano-Suiza 12 Lbr (1929)

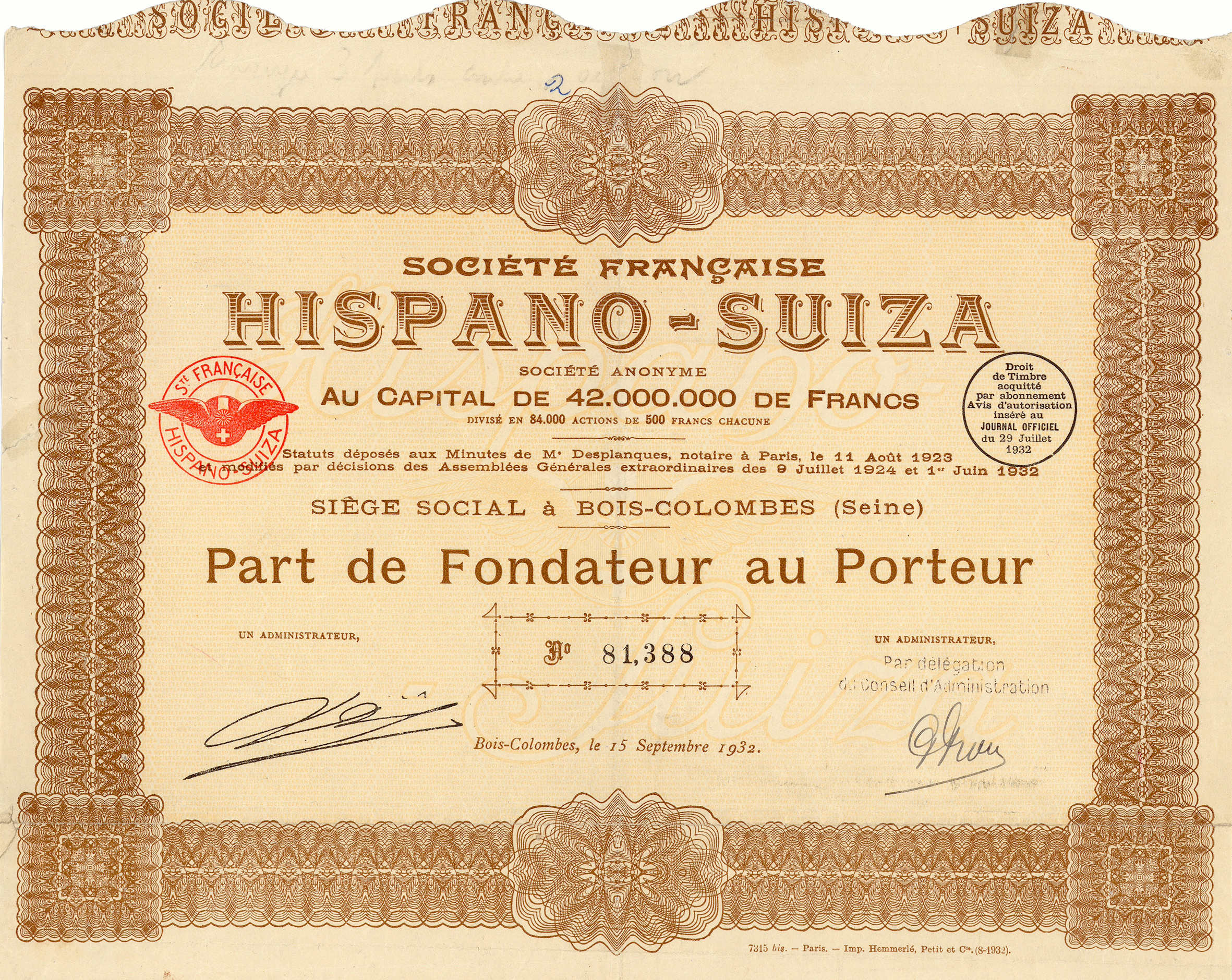
Anteilschein der Société Française Hispano-Suiza, S.A. vom 15. September 1932

Die Hispano-Suiza 12 sind wassergekühlte Flugmotoren des spanischen Herstellers La Hispano-Suiza. Die von der Tochterfirma Société Française Hispano-Suiza, S.A. im Werk Bois-Colombes bei Paris gebauten Zwölfzylinder-Ottomotoren kamen in den 1920er- und 1930er-Jahren vorwiegend in Militärflugzeugen der französischen Armée de l’air zum Einsatz.
Der Typ HS 12Y wurde ab 1934 in der Sowjetunion als Klimow M-100 in Lizenz hergestellt. Die Tschechoslowakei produzierte den HS 12Nb/Nbr ab 1931 als Avia Vr-36 und den HS 12Ydrs ab 1935 in Lizenz.

## Geschichte

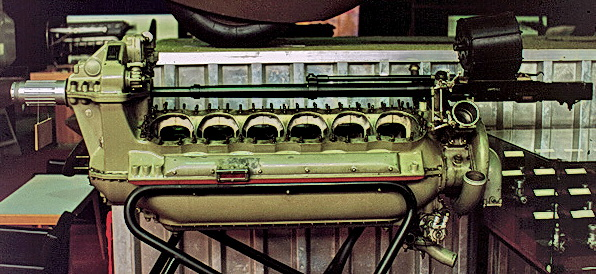
Eine 20-mm-Maschinenkanone HS 404 mit Trommelmagazin (rechts oben) in einem HS-12Ydrs-Motor. Zur besseren Darstellung sind beide Zylinderbänke entfernt.

Die vorhandenen Achtzylinder-V-Motoren Hispano-Suiza 8 (HS 8) konnten die gewünschten höheren Motorleistungen nicht gewährleisten. Angelehnt an den britischen Napier Lion, einen Y-Motor mit drei Zylinderbänken, begann daher im Jahr 1919 der Hispano-Chefkonstrukteur Marc Birkigt mit der Entwicklung eines Zwölfzylinder-Y-Motors. Wie bei den HS-8-Typen waren die Zylinderbänke in einem Stück aus einer Aluminiumlegierung gegossen und mit eingeschraubten Laufbuchsen versehen. Das Kurbelgehäuse war horizontal geteilt. Jede der drei Zylinderbänke hatte eine obenliegende Nockenwelle mit Königswellenantrieb. Die Ventile (zwei pro Zylinder) wurden von der Nockenwelle über Tassenstößel direkt betätigt. Der mit einer Leistung von 400 PS (294 kW) projektierte neue Hispano-Suiza 12G war 1920 als Prototyp fertiggestellt; bis 1925 wurden 300 Stück der Version HS 12Gb produziert.
Wegen der aufwändigen Produktion dieses Y-Motors entwickelte Birkigt einen einfacheren V-Motor, der mit identischen Daten von Bohrung und Hub Mitte der 1920er-Jahre als HS 12H in die Fertigung kam.
In der Folge wurde die Serie ständig verbessert. 1932 erschien der HS 12Y, der als wesentlichen Unterschied zu seinem Vorgänger HS 12X einen Kurbeltrieb aus Haupt- und Anlenkpleuel hatte. Von der Ausführung HS 12Ycrs an waren alle Hispano-V-12-Typen mit einer hohlen Propellerantriebswelle versehen; sodass eine 20-mm-Maschinenkanone HS 404 zwischen die Zylinderbänke montiert werden konnte; eine Anordnung, die als moteur-canon bezeichnet wurde. Das Modell HS 12Y erreichte die höchsten Stückzahlen – die ab 1938 gefertigte Version 12Y-51 mit Kompressor hatte eine Leistung von 1100 PS (809 kW). Mit Vierventiltechnik und Saugrohreinspritzung kam 1940 für kurze Zeit der HS 12Z-17 (Leistung 1500 PS/1103 kW in 6400 Metern Höhe) in die Fertigung. Nach dem Waffenstillstand von Compiègne im Juni 1940 endete die Produktion im Werk Bois-Colombes zunächst. Nach dem Ende des Zweiten Weltkrieges stellte Hispano als letzte Version den HS 12Z-89 her.

## Technische Daten
| Hispano-Suiza    | 12H                                      | 12J                                      | 12L                                      | 12M                                      | 12N                                      | 12X                                      | 12Y                                      | 12Z                                      |
| ---------------- | ---------------------------------------- | ---------------------------------------- | ---------------------------------------- | ---------------------------------------- | ---------------------------------------- | ---------------------------------------- | ---------------------------------------- | ---------------------------------------- |
| Hubraum:         | 27,7 Liter                               | 20,4 Liter                               | 31,4 Liter                               | 27 Liter                                 | 36 Liter                                 | 27 Liter                                 | 36 Liter                                 | 36 Liter                                 |
| Bohrung × Hub:   | 140 mm × 150 mm                          | 120 mm × 150 mm                          | 140 mm × 170 mm                          | 130 mm × 170 mm                          | 150 mm × 170 mm                          | 130 mm × 170 mm                          | 150 mm × 170 mm                          | 150 mm × 170 mm                          |
| Bauart:          | Zwölfzylinder-V-Motor mit 60° Bankwinkel | Zwölfzylinder-V-Motor mit 60° Bankwinkel | Zwölfzylinder-V-Motor mit 60° Bankwinkel | Zwölfzylinder-V-Motor mit 60° Bankwinkel | Zwölfzylinder-V-Motor mit 60° Bankwinkel | Zwölfzylinder-V-Motor mit 60° Bankwinkel | Zwölfzylinder-V-Motor mit 60° Bankwinkel | Zwölfzylinder-V-Motor mit 60° Bankwinkel |
| Ventilsteuerung: | je Zylinderbank eine Nockenwelle (SOHC)  | je Zylinderbank eine Nockenwelle (SOHC)  | je Zylinderbank eine Nockenwelle (SOHC)  | je Zylinderbank eine Nockenwelle (SOHC)  | je Zylinderbank eine Nockenwelle (SOHC)  | je Zylinderbank eine Nockenwelle (SOHC)  | je Zylinderbank eine Nockenwelle (SOHC)  | je Zylinderbank zwei Nockenwellen (DOHC) |
| Ventile:         | 2 je Zylinder                            | 2 je Zylinder                            | 2 je Zylinder                            | 2 je Zylinder                            | 2 je Zylinder                            | 2 je Zylinder                            | 2 je Zylinder                            | 4 je Zylinder                            |